# A.S.D. Vallée d’Aoste Charvensod
Associazione Sportiva Dilettantistica Vallée'Aoste Charvensod là một câu lạc bộ bóng đá Ý, có trụ sở tại Charvensod, Aosta Valley.
Câu lạc bộ hiện đang chơi ở Promozione Piedmont và Aosta Valley.

## Lịch sử

### Từ Aosta Calcio Charvensod đến Vallée d’Aoste Charvensod
Aosta Calcio Charvensod được thành lập năm 2004 sau khi sáp nhập AS Aosta 2000 và Charvensod Sant'Orso.
Năm 2007, đội đã trở thành ASD Charvensod Aosta.
Vào mùa hè năm 2010, câu lạc bộ vừa xuống hạng Prima Categoria, thay đổi tên thành ASD Vallée d'Aoste charvensod, để tiếp tục kế thừa truyền thống của đội bóng cũValle d'Aosta Calcio  vốn đã bị giải thể và đại diện cho khu vực Thung lũng Aosta Valley, tuy nhiên, câu lạc bộ không bao giờ chính thức có được danh hiệu và tài sản thể thao.
Đội đã được thăng hạng từ Prima Categoria Piedmont và Aosta đến Promozione Piedmont và Aosta Valley trong mùa giải 2010-11.